# Dubňany
Dubňany är en stad i Tjeckien.   Den ligger i regionen Södra Mähren, i den sydöstra delen av landet, 230 km sydost om huvudstaden Prag. Dubňany ligger 191 meter över havet och antalet invånare är 6 649.
Terrängen runt Dubňany är platt. Runt Dubňany är det tätbefolkat, med 383 invånare per kvadratkilometer. Närmaste större samhälle är Hodonín, 8,2 km söder om Dubňany. Runt Dubňany är det i huvudsak tätbebyggt.